# دوزه
شهر دوزه مرکز بخش سیمکان شهرستان جهرم استان فارس ایران است.
از جاذبه‌های گردشگری این شهر می‌توان به امامزاده شاه علمدار، امامزاده محمد، غار بیشو، تنگ اور، مدرسه طلاب، طاق سنگی هشت گوش، شیرهای سنگی، گود تونگی، سنگ عصاری و جاذبه‌های طبیعی آن اشاره کرد.

## جمعیت
بر پایه سرشماری عمومی نفوس و مسکن در سال ۱۳۹۵ جمعیت این شهر ۱٬۳۴۸ نفر (۴۱۰ خانوار) بوده‌است.

## مراکز درمانی
مرکز درمان بستر دوزه با ۱۰ تخت خواب که دارای بخش‌های زنان، اطفال، داخلی، زایمان، اتاق عمل، آزمایشگاه، دندانپزشکی و داروخانه می‌باشد.

## ترابری
دوزه در مسیر جهرم-میمند واقع شده‌است.

### فاصله دوزه تا شهرهای مهم
| نام شهر   | فاصله (کیلومتر) |
| --------- | --------------- |
| میمند     | ۲۵              |
| جهرم      | ۷۴              |
| فیروزآباد | ۷۲              |
| قیر       | ۱۱۳             |
| شیراز     | ۱۳۰             |
| اصفهان    | ۶۰۰             |
| تهران     | ۱۰۴۰            |
| مشهد      | ۱۴۸۵            |
| تبریز     | ۱۵۳۳            |